# Frédéric Etsou-Nzabi-Bamungwabi
Frédéric Etsou-Nzabi-Bamungwabi (ur. 3 grudnia 1930 w Mazalonga, zm. 6 stycznia 2007 w Leuven, Belgia), kongijski duchowny katolicki, arcybiskup Kinszasy, kardynał.

## Życiorys
Pochodził z rodziny pogańskiego wodza plemiennego. Studiował w seminarium w Bolongo, następnie w Kabwe. W 1954 wstąpił do nowicjatu zakonnego Kongregacji Niepokalanego Serca Maryi (CICM) w Katoka. Naukę kontynuował w Instytucie Katolickim w Paryżu (gdzie obronił doktorat z socjologii) oraz Instytucie Lumen Vitae w Brukseli. Przyjął święcenia kapłańskie 13 lipca 1958. Pracował jako duszpasterz w archidiecezji Kinszasa, pełnił funkcję wiceprowincjała zakonu i przełożonego zakonu w Kongo (wówczas pod nazwą Zair).
8 lipca 1976 został mianowany arcybiskupem-koadiutorem Mbandaka-Bikoro (z prawem następstwa), otrzymał stolicę tytularną Menefessi; sakry biskupiej udzielił mu 7 listopada 1976 kardynał Joseph Albert Malula, arcybiskup Kinszasy. Objął archidiecezję Mbandaka-Bikoro 11 listopada 1977. Był wiceprzewodniczącym Konferencji Episkopatu Zairu, a w lipcu 1990 został następcą zmarłego kardynała Maluli na arcybiskupstwie Kinszasy. Pozostał jednocześnie (do października 1991) administratorem apostolskim ad nutum Sanctae Sedis Mbandaka-Bikoro. W czerwcu 1991 Jan Paweł II wyniósł go do godności kardynalskiej, nadając tytuł prezbitera S. Lucia a Piazza d'Armi.
Brał udział w pracach Komisji Kardynalskiej ds. badania Organizacyjnych i Ekonomicznych Problemów Stolicy Świętej (od grudnia 1993), wiosną 1994 uczestniczył w specjalnej sesji Światowego Synodu Biskupów w Watykanie poświęconej Kościołowi w Afryce, a w kwietniu 2005 w konklawe po śmierci Jana Pawła II.
W latach 2000–2004 był przewodniczącym Konferencji Episkopatu Kongo (Conférence Episcopale Nationale du Congo).
Jego następcą jako ordynariusza Kinszasy Benedykt XVI mianował abpa Laurenta Monsengwo Pasinyę.